# Fluorid platičitý
Fluorid platičitý je anorganická sloučenina s chemickým vzorcem PtF4. V pevném stavu je platina v oktaedrické molekulové geometrii.

## Příprava
Fluorid platičitý byl poprvé popsán Henrim Moissanem fluorací kovové platiny v přítomnosti fluorovodíku. V současnosti příprava zahrnuje tepelný rozklad fluoridu platinového.

## Vlastnosti
Fluorid platičitý je červeno-oranžová pevná látka. Páry fluoridu platičitého při teplotě 25 °C se skládají z individuálních molekul. Entalpie sublimace fluoridu platičitého je 210 kJ·mol−1. Původní analýza práškového fluoridu platičitého naznačovala tetraedrickou molekulovou geometrii, ale pozdější analýza identifikovala, že molekulová geometrie je oktaedrická, přičemž čtyři ze šesti fluorů na každé platině jsou můstkové a propojují dva atomy platiny.

## Reaktivita
Roztok fluoridu platičitého ve vodě je zbarven do červenohněda, ale rychle se rozkládá za uvolňování tepla a vzniku oranžově zbarvené sraženiny hydrátu oxidu platičitého a kyseliny fluoroplatičné. Při zahřátí se fluorid platičitý rozkládá na kovovou platinu a plynný fluor. Při zahřátí v kontaktu se sklem vzniká fluorid křemičitý spolu s platinou. Fluorid platičitý může tvořit adukty s fluoridem seleničitým a fluoridem bromitým. Těkavé krystalické adukty vznikají také v kombinaci s fluoridem boritým a fosforitým, chloridem boritým a fosforitým.